# Martina Rita Caramignoli
Martina Rita Caramignoli (Rieti, 25 maggio 1991) è una nuotatrice italiana specializzata nelle gare di mezzofondo.
Ha iniziato gareggiando nello stile libero, passando nel 2017 al nuoto in acque libere.
Nel suo palmarès vanta 3 medaglie di bronzo vinte agli Europei di Berlino 2014, Budapest 2020 e Roma 2022 nei 1500m stile libero. Inoltre ha vinto complessivamente tre medaglie alle Universiadi: è stata medaglia di bronzo nella stessa specialità alla Universiadi di Kazan' 2013, e nell'edizione successiva si è laureata campionessa sempre nei 1500m sl ed è giunta seconda negli 800m sl.

## Palmarès
- Europei

Berlino 2014: bronzo nei 1500m sl.
Budapest 2020 : bronzo nei 1500m sl.
Roma 2022 : bronzo nei 1500m sl.
- Europei in vasca corta

Glasgow 2019: bronzo negli 800m sl.
Kazan 2021: bronzo nei 1500m sl.
- Giochi del Mediterraneo

Orano 2022: bronzo negli 800m sl.
- Universiade

Kazan 2013: bronzo nei 1500m sl.
Gwangju 2015: oro nei 1500m sl e argento negli 800m sl.

### Campionati italiani
17 titoli individuali, così ripartiti:
- 9 negli 800 metri stile libero
- 8 nei 1500 metri stile libero

| Anno | Edizione    | st. libero 400 m | st. libero 800 m | st. libero 1500 m | st. libero 4x200 m |
| ---- | ----------- | ---------------- | ---------------- | ----------------- | ------------------ |
| 2008 | Estivi      | -                | 2                | -                 | 2                  |
| 2008 | Invernali   | -                | 1                | -                 | -                  |
| 2009 | Primaverili | -                | 3                | -                 | -                  |
| 2009 | Estivi      | -                | 1                | 2                 | 3                  |
| 2009 | Invernali   | -                | 2                | -                 | -                  |
| 2010 | Invernali   | -                | 1                | -                 | -                  |
| 2011 | Primaverili | -                | 1                | -                 | -                  |
| 2011 | Estivi      | -                | 2                | -                 | -                  |
| 2011 | Invernali   | -                | 2                | -                 | -                  |
| 2012 | Primaverili | -                | 3                | -                 | -                  |
| 2012 | Invernali   | 3                | 3                | -                 | -                  |
| 2013 | Primaverili | 2                | 3                | 1                 | -                  |
| 2013 | Invernali   | -                | 3                | -                 | -                  |
| 2014 | Primaverili | -                | 2                | 1                 | 2                  |
| 2014 | Estivi      | -                | -                | 1                 | -                  |
| 2014 | Invernali   | 2                | 3                | 1                 | -                  |
| 2015 | Invernali   | 3                | 1                | 1                 | -                  |
| 2016 | Invernali   | -                | -                | 2                 | -                  |
| 2017 | Primaverili | 3                | 2                | -                 | -                  |
| 2018 | Invernali   | 2                | 3                | -                 | -                  |
| 2019 | Estivi      | 3                | 1                | 1                 | -                  |
| 2019 | Invernali   | -                | 2                | 2                 | -                  |
| 2020 | Estivi      | -                | 1                | 1                 | -                  |
| 2020 | Invernali   | -                | 1                | 1                 | -                  |
| 2021 | Primaverili | 2                | 2                | 2                 | -                  |
| 2021 | Invernali   | -                | 2                | 2                 | -                  |
| 2022 | Primaverili | 3                | 2                | 2                 | -                  |
| 2022 | Estivi      | -                | 1                | 2                 | -                  |

## International Swimming League
| stagione 2021   |
| --------------- |
| Aqua Centurions |